# Pointe d'Esny
Pointe d' Esny es un promontorio en Mauricio. Está ubicado en el distrito Grand Port, en la parte sur del país, a 40 km al sureste de la capital Port Louis.
El terreno tierra adentro es plano al suroeste, pero al noroeste es montañoso. El mar está cerca de Pointe d 'Esny al este. El punto más alto cercano es Pointe Jérome, 156 metros sobre el nivel del mar, 2,1 km al noroeste de Pointe d' Esny. La comunidad más grande más cercana es Beau Vallon, 3,5 km al oeste de Pointe d 'Esny. El clima de sabana prevalece en la zona. La temperatura media anual de la zona es de 23 °C. El mes más cálido es diciembre, cuando la temperatura promedio es de 26 °C, y el más frío es junio, con 20 °C. La precipitación media anual es de 615 milímetros. El mes más lluvioso es febrero, con un promedio de 208 mm de precipitación, y el más seco es septiembre, con 5 mm de precipitación.